# Harad
Harad (sindarsky v překladu znamená Jih, neboli Haradwaith, Jihozemsko (anglicky Southland) či Sluneční země (anglicky Sunlands)) je rozlehlá země na jihu Středozemě, fiktivního kontinentu vytvořeného spisovatelem J. R. R. Tolkienem. Harad je ve Středozemi země podobného charakteru jako je v reálném světě Blízký východ či africká Sahara, většinu tamní půdy zabírají rozsáhlé nehostinné pouště a tamní lid, sám sebe nazývající Jižním lidem (anglicky South-folk), se svou kulturou i vzhledem podobá středověkým kočovným Arabům. V minulosti bylo pobřeží hojně osidlováno númenorejskými kolonisty a jejich přístavní město Umbar se stalo největším sídlem v celé oblasti, nebylo vybudováno domorodými kmeny.

## Geografie, populace
Harad je rozdělen na dvě velké oblasti – Blízký Harad a Dálný Harad. Na východě sousedí se zemí Chand, zatím co na západním pobřeží se nachází menší přístavní města a kolonie založené původně Númenorejci. Z nich zejména vyniká přístavní město Umbar, které je obýváno podskupinou Černých Númenorejců známých i jako „korzáři z Umbaru“. Lidé z těchto oblastí nejsou původem z Haradu, ale z Númenoru. Žijí zde Černí Númenorejci, Banadûnaim (adûnajsky Polonúmenorejci), temní Dúnadani a korzáři z Umbaru nejsou místní – taktéž v nich koluje část númenorské krve, stejně jako v Banadûnaim. Dálný Harad na jihu je ještě vyprahlejší pustinou a obyvatelé, kteří zde žijí – Morwaith, divoké kmeny z plání, a Taurethrim, lidé z měst uprostřed džunglí, jsou tmavší pleti než jejich severní sousedé, zde se již lidé nápadně podobají africkým domorodcům.

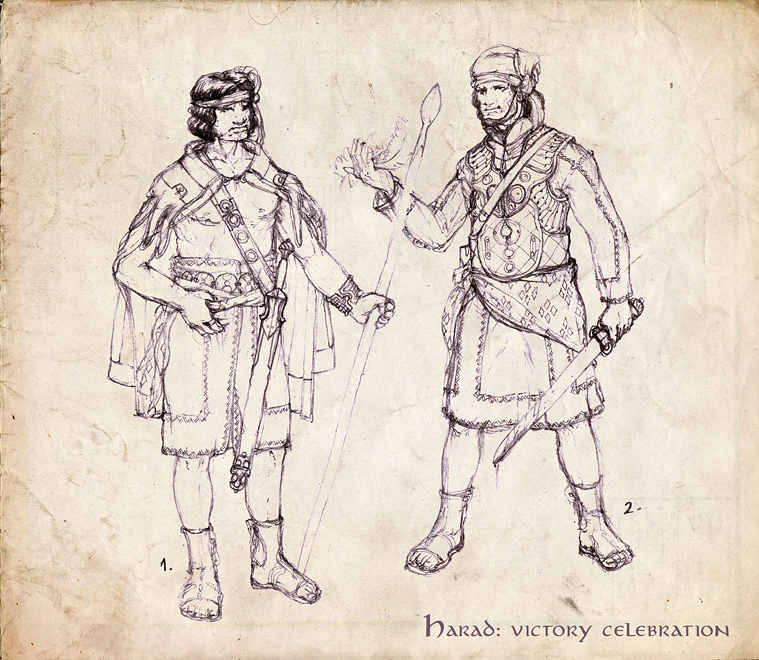
Haradští šlechtici, artwork Jan Pospíšil

Haradští nikdy nevyvinuli kompletně vyspělé civilizace a proto žijí převážně v kmenových společenstvích a svazech nebo roztroušených knížectvích či městských států, které někdy bojují mezi sebou. Mnoho Haradských žije kočovným způsobem života, a obydlí těchto lidí jsou zejména stany, jejich vesnice mají své náčelníky a ani jejich bojovníci nejsou dobře vyzbrojeni. Zbraně a zbroj haradských bojovníků jsou vyrobeny zejména z kůže, dováženého dřeva či bambusu, přesto jsou zdatnými bojovníky a preferují boj na válečných zvířatech. Kromě válčení na olifantech používají k boji rovněž koně a velbloudy. Vyzbrojení jsou zejména dlouhými oštěpy, ale jsou také velmi zdatnými lučištníky.
Jako symbol Haradských je často používán černý had v červeném poli, i když mnoho Haradských zemí má i své vlastní vlajky, ty však jsou neznámé.

## Historie

### První věk
Někteří z prvních lidí opouštějících Rhûn a země Hildórienu se po probuzení v Hildórienu nakonec usadili v Haradu a stali se předky Haradských. Historici Gondoru věřili, že Drúadani přišli ze zemí jižně od Mordoru, že se obrátili na sever do Ithilienu, než dosáhli pobřeží Haradu a byli prvními muži, kteří překročili Anduinu. Pobřeží jižně od Haradu sahalo mnohem dále na západ před zříceninou Beleriandu.

### Druhý věk
Po Prvním věku patřili lidé z těchto zemí k nižším lidem, kteří byli plavícími se Númenorejci poučeni o základních uměních civilizace. To pokračovalo nějakou dobu až do poloviny Druhého věku nebo do vzestupu Královských Númenorejců, kdy se Númenorejci obrátili zády k moudrosti a stali se jejich pány. Od druhé části Druhého věku bylo mnoho národů z Haradu ovládáno Númenorejci, stejně jako mnoho dalších národů, jejichž země zahrnovaly pobřeží. Krátce před Válkou Posledního spojenectví dva páni z Ar-Adûnâim, jménem Herumor a Fuinur, „vzrostli k velké moci mezi Haradskými“, ale jejich konečný osud není zaznamenán. 
Když se lidé Númenoru začali plavit na východ, prozkoumali pobřeží Středozemě, včetně pobřeží zemí Haradu. Númenorejci zpočátku pomáhali lidem v zemích, které prozkoumali, tím, že je učili mnoho věcí o zemědělství a řemeslech. Númenorejci se později usadili na Haradském pobřeží a dalších regionech, a založili mnoho kolonií, například Umbar. V 9. století Druhého věku se velký námořník Aldarion plavil do kolonie Vinyalondë a poté se plavil podél pobřeží na jih, daleko za jakékoli místo, které dosud Númenorejci dosáhli. Po návratu na sever jen stěží unikl ztroskotání v Haradu. Po vládě Tar-Ciryatana se pýcha Númenoru zvýšila, a během vlády Tar-Ancalimona se Númenorejci rozdělili na Věrné a na většinové Královské Númenorejce, kteří se začali zařizovat jako páni světa, požadovali daň za zboží a bohatství, tributy a území. To způsobilo útlak lidí žijících v zemích Ardy, včetně Haradských. Númenorejci rozšířili svou kontrolu nad Haradem a Sauron se je nejprve neodvážil napadnout. Ale po vytvoření Prstenů moci a vzniku Nazgûlů začal Sauron útočit na Númenorejské kolonie na pobřeží. Tyto útoky však nebyly úspěšné a tak Sauron nedokázal obnovit svůj předchozí vliv v Haradu. Po vytvoření Prstenů moci bylo velké množství lidí na východ a na jih od Ered Luin pod Sauronovým vlivem. 
Sauron se stal jejich bohem a vznikl kolem něj Kult Saurona. Díky vlivu Númenorejců síla Haradských zesílila a vzniklo mnoho království a knížectví, stavěla se města, a lidé se naučili používat železo, a první opevnění se vystavěla kolem roku 2280. Ar-Pharazôn, král Númenoru, přistál v Umbaru v roce 3261 s velkou flotilou a lidé na pobřeží se před nimi podrobili. Ar-Pharazôn a jeho armády pochodovali přes Harad, aby se setkali se Sauronovými silami, ty ale uprchly před Númenorejci a Sauron se nechal odvézt do Númenoru, kde zkazil krále a jeho následovníky. Pod Sauronovým vlivem se Númenorejci stali ještě bezohlednějšími k místním obyvatelům Haradu, zabírali více území, vymáhali větší daně a tributy a zotročovali je. Královští Númenórejci, kteří žili ve všech Númenorských koloniích (kromě kolonií budoucího Arnoru a Gondoru) včetně Haradu, přežili zkázu Númenoru v roce 3319. Později byli Dúnadany nazýváni jako Černí Númenorejci protože po potopení Númenoru stále odporovali Valar. Někteří lidé Haradu bojovali se Sauronem během Války poslední aliance proti Alianci elfů a lidí. Byly i zvěsti, že tyto armády Haradu vedli lordi Númenoru, Herumor a Fuinur, se dostali k velké moci mezi Haradskými, nebylo to však nikdy potvrzeno.

### Třetí věk
Po dobu Třetího věku bylo mnoho Haradských stále ovládáno Černými Númenorejci, podskupinou Ar-Adûnâim, Banadûnaim (Polonúmenorejci, kteří vzrostli z kolonií Númenoru), nebo jinými podskupinami které drželi území v Haradu. Síla Černých Númenorejců však byla otřesena roku 1050 králem Hyarmendacilem I. z Gondoru a několik knížectví Haradských (jen ty které sousedily s Gondorem) bylo přivedeno pod nadvládu Gondoru. Po příbuzenských sporech byl tento vliv prolomen a válka obnovena, dokud Haradští nebyli o století později znovu poraženi Hyarmendacilem II. V 19. století Třetího věku Haradští pomohli Černým Númenorejcům získat zpět Umbar a společně zahájili další invaze do Gondoru v letech 1944 a 2885. Nakonec část Haradu po zbytek věku upadl pod vliv Mordoru. Velká část Dálného Haradu byla džungle, i když tam byla také poušť. Ve Dálném Haradu žila velká zvířata známá jako Mûmakil nebo Olifanti pocházející z Dálného Haradu, využívaná Haradskými jako pohyblivé válečné věže (Haradští je použili i například v bitvě na Pelennorských polích). Země Blízkého Haradu později vytvořily alianci nebo možná i koalici nějakého druhu s Umbarskými Korzáry a byly zapojeny do řady neustálých bitev s Gondorem o Jižní Gondor (nebo Harondor) a Ithilien, přičemž Gondor si nárokoval řeku Harnen jako svou jižní hranici a Haradští si nárokovali řeku Poros jako svou severní hranici. V době války o Prsten byla celá země jižně od řeky Poros pod vlivem Haradrimů a Černých Númenorejců a ti vyslali velké síly na pomoc při obléhání Gondoru. Síly Haradských, na rozdíl od lidí z Umbaru a pobřeží, se do Gondoru přesouvaly pevninou, přes území Ithilienu, kde byly velmi často napadány místními Hraničáři Ithilienu, které v této době vedl správcův druhý syn Faramir. Stejně jako vojska Minas Morgulu i síly Haradských byly přes těžké ztráty poraženy a stáhly se zpět za řeku Poros.

### Čtvrtý věk
Po obnovení Spojeného království Gondoru a Arnoru ve Čtvrtém věku bylo Haradským odpuštěno a bylo jim umožněno žít v míru. Museli se vzdát svých nároků a Sauronova vlivu, ale zůstali svobodným lidem, který spolupracoval s Dúnadany Obnoveného království.

## Účast v ději románu

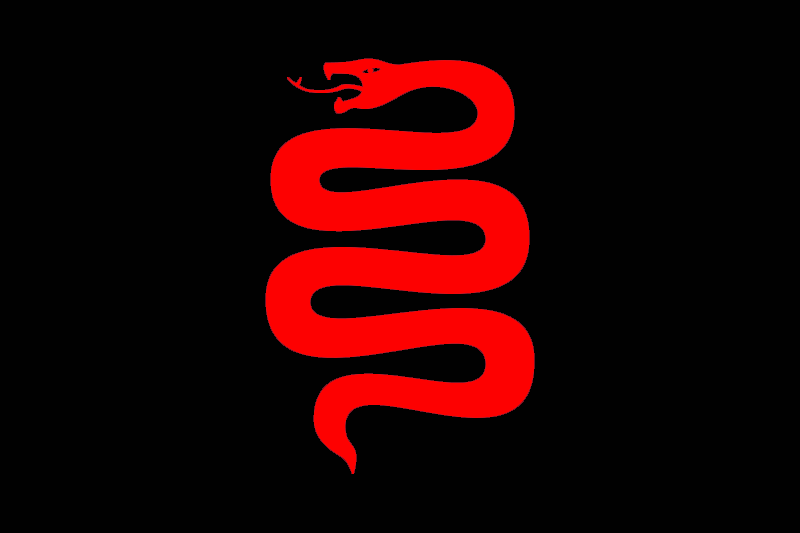
Vlajka s prohozenými barvami podle ilustrací J. Howea, ilustrátora Tolkienových děl

Národy z Blízkého Haradu bojovaly během Války o Prsten na straně Saurona a jeho armád Mordoru. Vojsko Haradských se zúčastnilo např. Bitvy na pelennorských polích (obléhání Minas Tirith ve Válce o Prsten). Zde využili zejména svých bojových olifantů, zvířat podobných válečným slonům, jen mnohem větších. Armády z Haradu často pronikaly přes jižní hranice království Gondor do oblastí Ithilienu, kde čelily nečekaným výpadům a různým léčkám tamních hraničářů. Během Války o Prsten přicházely do Mordoru přes Černou bránu, ale mnozí zahynuli během pochodu územími ovládanými Gondorem.
Po Válce o Prsten uzavřely mnohé haradské kmeny smír s Obnoveným královstvím Arnoru a Gondoru.